# 리사흐
리사흐(독일어: Lyssach)는 스위스 베른주의 에멘탈구에 있는 자치체이다.

## 역사
리사흐는 894년에 Lihsacho로, 1255년에 Lissacho로 처음 언급되었다.
정착지의 가장 오래된 흔적은 비르히발트의 할슈타트 시대의 무덤이다. 마을은 894년 귀족 부인 피린 이 세인트 갈 수도원에 마을의 땅을 기부한 기부 문서에서 처음 언급된다. 수도원은 마을의 주요 지주였지만 정치적으로, 종교적으로, 사회적으로 알헨플뤼 마을의 일부였다. 13세기와 15세기 사이에 키부르크가와 여러 수도원이 마을의 땅을 인수했다. 1429년과 1481년에 베른은 많은 토지 소유자를 사들였다. 베른이 프로테스탄트 종교 개혁을 수용한 이후 1528년 수도원이 세속화되었을 때 나머지 교회 재산은 베른이 차지했다.
17세기부터 리사흐, 에플리겐, 뤼틀리겐, 뤼티는 학교 협동조합을 결성하여 뤼틀리겐에 학교를 지었다. 1775년에 리사흐는 학교를 지었고, 1804년까지 뤼티와 공유했다. 18세기 동안 베른에서 취리히까지의 고속도로가 마을을 통과했다. 1857년에는 역과 철도가 마을을 나머지 국가와 더 연결했다. 1965년 마을 근처에 A1 고속도로가 건설되면서 인구와 경제가 급속히 팽창했다. 새로운 주택 개발, 학교, 하수도 및 상업 구역이 모두 증가하는 인구를 처리하기 위해 건설되었다. 리사흐는 지역 비즈니스 및 경제 중심지로 성장했다.

## 지리

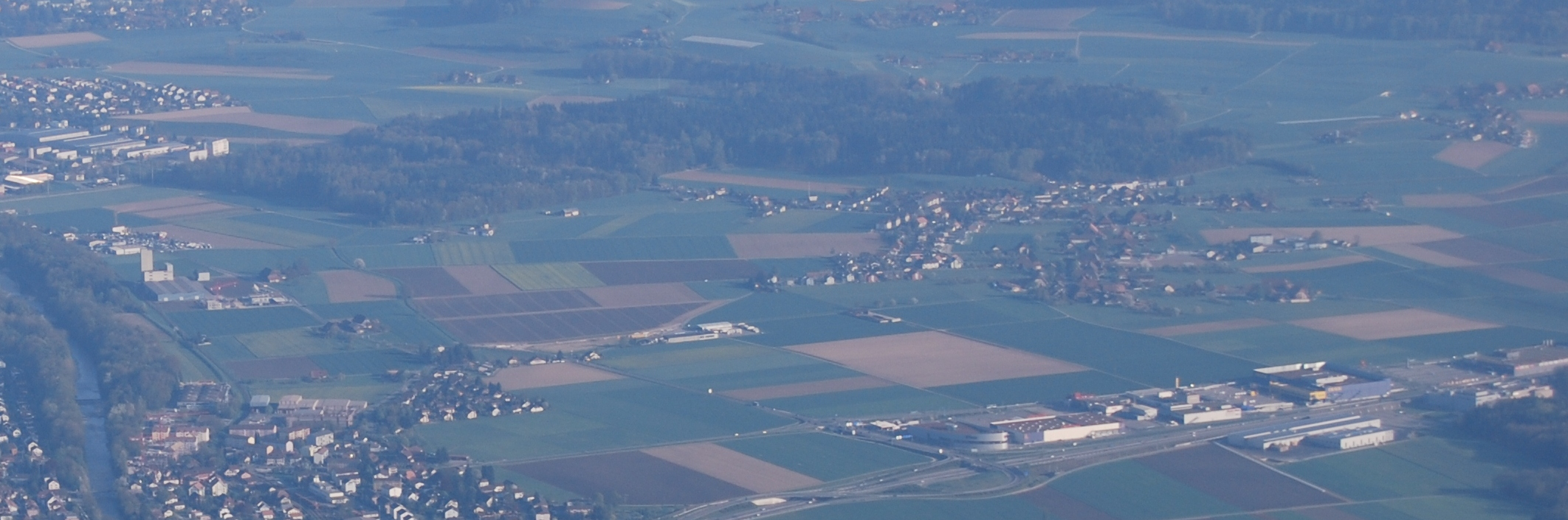
리사흐의 공중뷰, 전경으로 산업단지가 보인다

리사흐의 면적은 6.05k㎡이다. 이 면적 중 3.21k㎡ (53.0%)가 농업용으로 사용되는 반면 1.9k㎡ (31.4%)는 삼림으로 사용된다. 나머지 토지 중 0.89k㎡ (14.7%)가 정착(건물 또는 도로), 0.06k㎡ (1.0%)가 강이나 호수이다.
건축면적 중 공업용 건물이 전체 면적의 3.0%, 주택과 건물이 5.3%, 교통 기반시설이 5.8%를 차지했다. 삼림 지대를 제외한 모든 산림 지역은 울창한 숲으로 덮여 있다. 농경지 중 40.8%는 작물 재배에 사용되며, 11.2%는 목초지이다. 시정촌의 모든 물은 흐르는 물이다.
시정촌은 에메강 근처에 있다. 그것은 리사흐 마을, 에메강둑의 샤헨 이웃, 흩어져있는 농가 및 대규모 상업 개발로 구성된다.
2009년 12월 31일에 시정촌의 이전 구역인 부르크도르프구가 해산되었다. 다음 날 2010년 1월 1일에 새로 설립된 에멘탈구에 합류했다.

## 인구통계
2020년 12월 기준, 리사흐의 인구는 1,466명이다. 2010년 기준으로 인구의 5.5%가 거주하는 외국인이다. 2000년부터 2010년까지 지난 10년 동안 인구는 6.6%의 비율로 변화했다. 이민은 9.6%, 출생 및 사망은 2.5%를 차지했다.
2000년 기준, 대부분의 인구인 1,308명(94.0%)으로 독일어를 모국어로 사용하고, 이탈리아어가 13명(0.9%)으로 두 번째로 많이 사용하고, 튀르키예어가 9명(0.6%)으로 세 번째로 사용된다. 프랑스어를 할 줄 아는 사람이 5명 있다.
2008년 기준으로 인구는 남성 50.4%, 여성 49.6%이다. 인구는 680명의 스위스 남성(인구의 46.9%)과 50명(3.5%)의 비스위스계 남성으로 구성되었다. 스위스 여성은 689명(47.6%), 비스위스계 여성은 30명(2.1%)이었다. 지자체의 인구 중 429 또는 약 30.8%가 리사흐에서 태어나 2000년에 그곳에 살았다. 같은 주에서 태어난 612 또는 44.0%가 있었고, 183 또는 13.2%가 스위스 다른 곳에서 태어났다. 115 또는 8.3%가 스위스 이외의 지역에서 태어났다.
2010년 기준으로 아동·청소년(0~19세) 인구가 18.1%, 성인(20~64세)이 66%, 노인(64세 이상)이 15.9%를 차지한다.
2000년 기준으로 시정촌에 미혼이며, 미혼인 사람은 595명이다. 기혼자는 678명, 과부 또는 홀아비는 59명, 이혼한 사람은 59명이었다.
2000년 현재 1인 가구는 170가구, 5인 이상 가구는 42가구이다. 2000년에는 총 545채(전체의 92.5%)가 상설 임대되었으며, 20채(3.4%)는 계절적 임대, 24채(4.1%)는 비어 있었다. 2010년 기준 신규주택 건설률은 인구 1000명당 5.5세대였다. 2011년 시정촌 공실률은 1.91%였다.
역사적 인구는 다음 차트에 나와 있다.

## 명소
리사흐 마을 전체가 스위스 유산 목록의 일부로 지정되었다.

## 정치
2011년 연방 선거에서 가장 인기 있는 정당은 41%의 득표율을 기록한 스위스인민당(SVP) 이었다. 다음으로 가장 인기 있는 3개 정당은 보수민주당(BDP) (17.7%), 사회민주당(SP) (15.4%), FDP(자유당)(6%)였다. 이번 연방 총선에서는 총 583표가 나왔고, 투표율은 51.1%였다.

## 경제

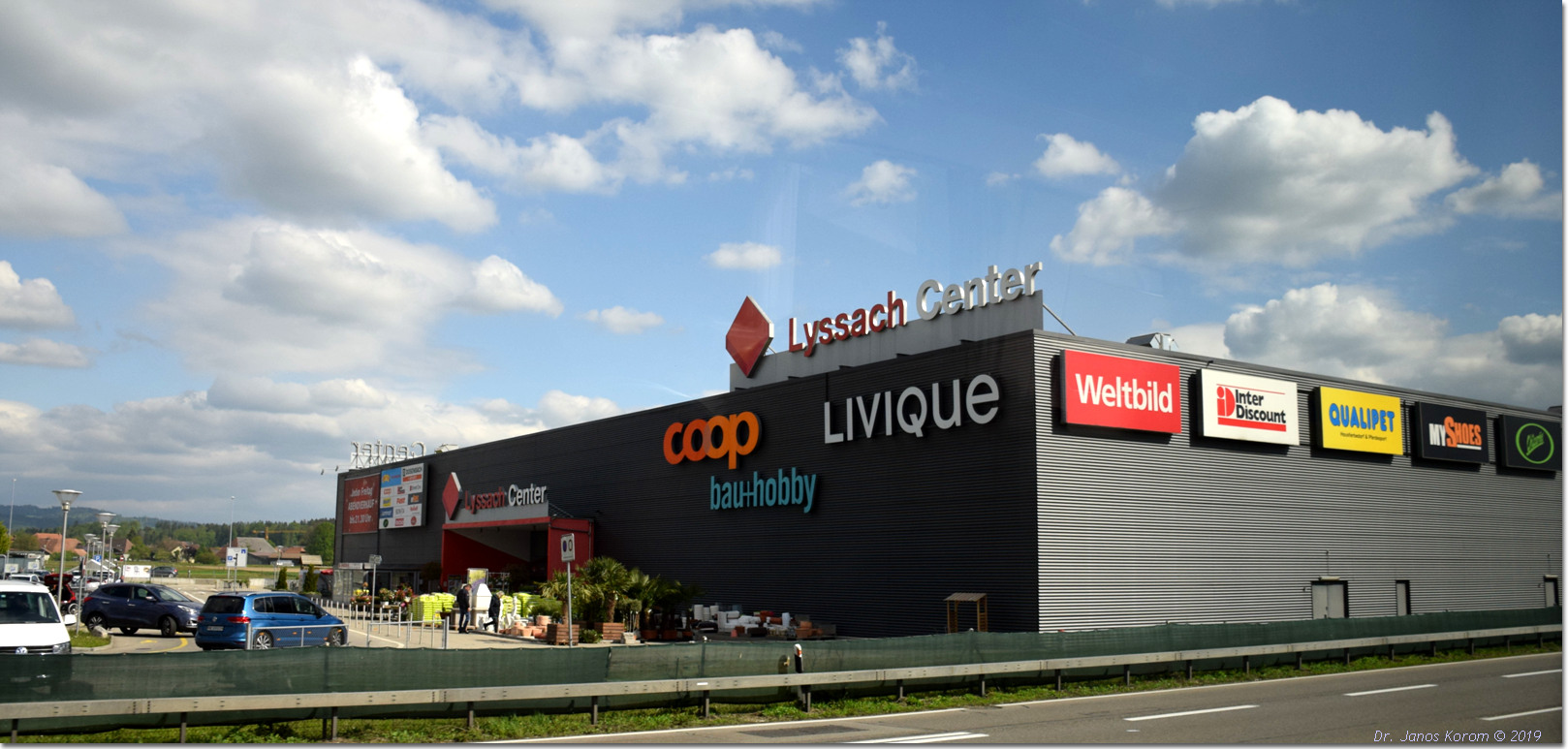
코옵 리사흐점

2011년 기준, 리사흐의 실업률은 1.86%이다. 2008년 기준으로 시정촌에 고용된 사람은 총 1,358명이다. 이 중 1차 경제 부문에 42명이 고용되었고, 이 부문에 약 14개 기업이 참여했다. 194명이 2차 부문에 고용되었고, 이 부문에 20개의 기업이 있었다. 1,122명이 3차 부문에 고용되었으며, 이 부문에는 79개의 기업이 있다.
2008년에는 총 1,123개의 정규직에 상응하는 일자리가 있었다. 1차 부문의 일자리 수는 30개였으며, 모두 농업에 있었다. 2차 부문의 일자리 수는 183개였으며, 그중 157개(85.8%)가 제조업에, 14개(7.7%)가 건설에 종사했다. 3차 부문의 일자리 수는 910개였다. 3차 부문의 경우; 795 또는 87.4%는 도소매 또는 자동차 수리에, 24 또는 2.6%는 호텔 또는 레스토랑, 11 또는 1.2%는 교육, 2 또는 0.2%는 의료 서비스에 있다.
2000년 기준으로 시정촌으로 출퇴근하는 근로자는 901명, 출퇴근 근로자는 569명이었다. 지방 자치 단체는 근로자의 순수입 지자체이며, 떠날 때마다 약 1.6명의 근로자가 지방 자치 단체에 들어간다. 근로 인구 중 19.7%가 대중교통을 이용하여 출퇴근하고, 50.5%가 자가용을 이용하였다.

## 종교
2000년 인구 조사에서 로마 가톨릭 신자는 141명(10.1%)이었고 스위스 개혁 교회는 1,049명(75.4%)이었다. 나머지 인구 중 정교회 교인이 1명, 크리스찬 가톨릭 교회 교인 이 1명, 다른 기독교 교인이 69명(4.96%)이었다. 유대인 2명(0.14%)과 이슬람교 30명(2.16%), 불교 2명, 힌두교 20명, 다른 교회에 속한 2인이 있었다. 73명(5.25%)이 교회에 속하지 않고 불가지론자 또는 무신론자이며, 35명(인구의 약 2.52%)이 질문에 대답하지 않았다.

## 교육
리사흐에서는 인구의 약 600명(43.1%)이 필수가 아닌 고등 중등 교육을 이수했으며, 145명(10.4%)이 추가 고등 교육( 대학 또는 응용학문대학)을 마쳤다. 고등 교육을 이수한 145명 중 80.0%가 스위스 남성이고 15.2%가 스위스 여성이었다.
베른주 학교 시스템은 1년의 의무 없는 유치원, 6년의 초등학교를 제공한다. 이후 3년 동안의 의무적 중학교 과정을 거쳐 학생들을 능력과 적성에 따라 구분한다. 중학교 이하 학생들은 추가 학교에 다니거나 견습생으로 들어갈 수 있다.
2010-11 학년도 동안 총 116명의 학생들이 리사흐의 수업에 참석했다. 시정촌에는 총 22명의 학생이 있는 2개의 유치원 수업이 있었다. 유치원생 중 4.5%는 교실 언어와 다른 모국어를 사용한다. 지방 자치 단체에는 4개의 초등 학급과 76명의 학생이 있었다. 초등 학생 중 3.9%는 스위스 영주권자 또는 임시 거주자(시민권 아님)였으며, 2.6%는 교실 언어와 다른 모국어를 사용한다. 같은 해에 총 18명의 학생이 있는 하나의 중학교가 있었다. 스위스의 영주권자 또는 임시 거주자(시민이 아님)인 5.6%가 있었고 5.6%는 교실 언어와 다른 모국어를 사용했다.
2000년 기준으로 리사흐에는 다른 시정촌에서 온 학생이 22명, 시외 학교에 다니는 주민이 61명이었다.
리사흐는 리사흐 시립 도서관의 고향이다. 도서관은 (2008년 현재) 6,475권의 책 또는 기타 매체를 보유하고 있으며, 같은 해에 대출했다. 그 해에는 주당 평균 5시간씩 총 187일을 열었다.

## 교통

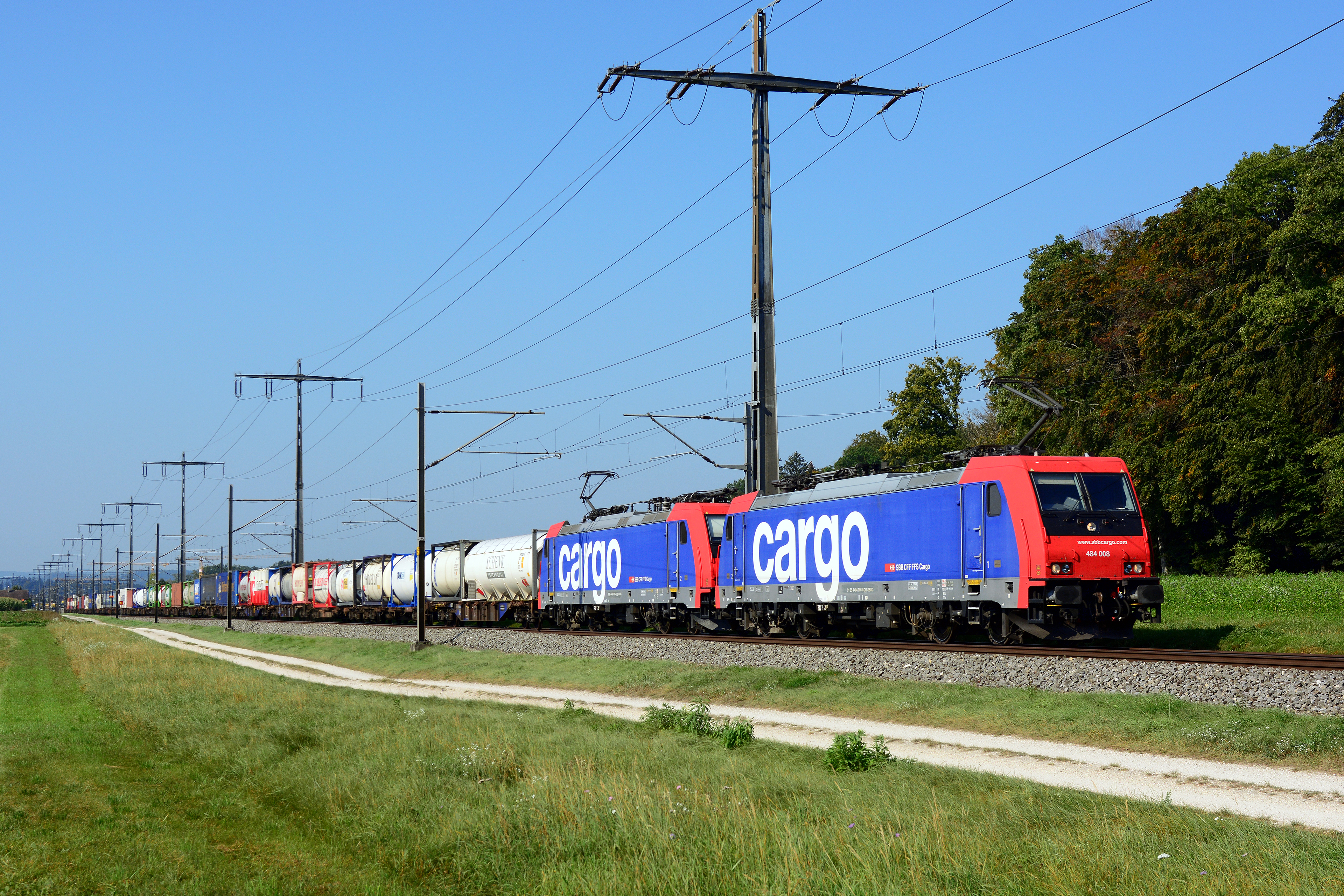
리사흐의 화물열차

지자체에는 올텐-베른선에 리사흐역이라는 기차역이 있다. 베른, 툰, 랑나우, 졸로투른, 주미스발트-그뤼넨까지 정기적으로 운행한다.